# 内务人民委员会第00439号命令
内务人民委员会第00439号命令是1937年7月25日，尼古拉·叶若夫签发的命令，該命令要求内务人民委员会要在1937-38年间對蘇聯境內的德国人展開行动，  逮捕苏联境内的德国公民以及以及入籍苏联的前德国公民。在铁道部门以及国防企业工作的德国公民全都可以被算作“德国总参谋部和盖世太保渗透进苏联的特工”。在行动的第一个月，内务人民委员会逮捕了472人；在整个行动期间，被捕人数达到大约800人，约占当时苏联境内德国公民总数的20%。命令还指示内务人民委员会，要准备好对德裔苏联公民发动第二波镇压行动。针对德裔苏联公民的民族行动共导致至少55005人被判刑，其中41898人被判死刑。 